# Martin Steffes-Mies
Martin Steffes-Mies (* 12. Januar 1967) ist ein ehemaliger deutscher Ruderer. 
Der 1,99 m große Martin Steffes-Mies ruderte für den Mainzer Ruder-Verein von 1878. 1989 gewann er zusammen mit Roland Baar, Ansgar Wessling, Dirk Balster und Steuermann Manfred Klein den deutschen Meistertitel im Vierer mit Steuermann. Bei den Ruder-Weltmeisterschaften 1989 saßen die vier Ruderer und ihr Steuermann im Deutschland-Achter und gewannen den Weltmeistertitel. 1990 mit Frank Richter für Wessling wiederholten Baar, Steffes-Mies, Balster und Klein den Meistertitel im Vierer. Bei den Ruder-Weltmeisterschaften 1990 konnte der Deutschland-Achter den Titel verteidigen. 1991 gewann Steffes-Mies zum dritten Mal in Folge den deutschen Meistertitel im Achter und anschließend bei den Ruder-Weltmeisterschaften 1991 zum dritten Mal Weltmeisterschaftsgold.
1992 war Martin Steffes-Mies nur Ersatzmann für den Deutschland-Achter, der bei den Olympischen Spielen in Barcelona die Bronzemedaille gewann. 1993 kehrte Steffes-Mies in den Achter zurück und gewann seinen vierten Deutschen Meistertitel und auch den vierten Weltmeistertitel. 1994 folgte sein letzter Meistertitel mit dem Achter.
Martin Steffes-Mies ist Wirtschaftsingenieur. Er war unter anderem bei Roland Berger und Kampa tätig. 2005 stieg er ins Bauunternehmen seines Vaters Josef Steffes-Mies ein, das 2010 an die Strabag verkauft wurde. Martin Steffes-Mies ist Vorsitzender des Mainzer Ruder-Vereins (Stand 2017).